# 1919 год в авиации
Список событий в авиации в 1919 году.

## События
- 25 июня — первый полёт немецкого пассажирского самолёта Junkers F.13.
- 27 декабря — первый полёт американской летающей лодки Boeing Model 6.

### Без точной даты
- Первый полёт самолёта Potez VII.
- Первый полёт самолёта Bleriot 75.[1]
- Испанский инженер Хуан де ла Сиерва изобрёл автожир.

### Основаны
- 25 августа — открыта первая регулярная коммерческая международная авиалиния Лондон-Париж.
- 7 октября — основана авиакомпания KLM.
- 5 декабря — основана авиакомпания Avianca.

## Персоны

### Родились
- 16 января — Яновский, Иван Иванович, участник Великой Отечественной войны, штурман эскадрильи 8-го гвардейского авиационного полка 8-й гвардейской авиационной дивизии авиации дальнего действия, Герой Советского Союза.
- 9 февраля — Алексухин, Василий Тимофеевич, советский лётчик, старший лейтенант, командир звена 617-го штурмового авиационного полка 291-й штурмовой авиационной дивизии 2-й воздушной армии Воронежского фронта, Герой Советского Союза.
- 17 мая — Лавриненков, Владимир Дмитриевич, советский ас-истребитель. Дважды Герой Советского Союза, генерал-полковник авиации (1971). В августе 1943 года таранил немецкий самолёт-разведчик «Фокке-Вульф» Fw 189.
- 6 июня — Лукьянов, Александр Михайлович, советский лётчик-истребитель, Герой Советского Союза (22 июля 1941). Дважды совершал воздушный таран и возвращался в строй, сбил 9 самолётов противника (4 лично, 5 в группе), погиб в воздушном бою.
- 26 июня — Алексеев, Николай Михайлович, советский военный лётчик, участник Великой Отечественной войны, заместитель командира эскадрильи 64-го гвардейского истребительного авиационного полка 4-й гвардейской истребительной авиационной дивизии 1-го гвардейского истребительного авиационного корпуса 15-й воздушной армии Брянского фронта, Герой Советского Союза (24.08.1943), гвардии младший лейтенант.
- 9 августа — Абдиров, Нуркен Абдирович, советский лётчик, Герой Советского Союза, сержант.
- 28 ноября — Барковский, Виктор Антонович, боевой лётчик, младший лейтенант, Герой Советского Союза. Единственный военнослужащий, удостоенный звания Героя Советского Союза за подвиг, совершенный на территории Липецкой области.
- 23 декабря — Решетников, Василий Васильевич, советский военный лётчик, Герой Советского Союза, бывший заместитель Главнокомандующего ВВС СССР, генерал-полковник.
- 25 декабря — Евгений Яковлев, участник Великой Отечественной войны, командир эскадрильи 19-го гвардейского бомбардировочного авиационного полка 2-й гвардейской бомбардировочной авиационной дивизии 18-й воздушной армии, Герой Советского Союза.

### Скончались
- 20 апреля — Александр Матвеевич Кованько, изобретатель и пилот-аэронавт, начальник Учебного воздухоплавательного парка и Офицерской воздухоплавательной школы, генерал-лейтенант.
- 18 июля — Раймонда де Ларош, французская лётчица. Погибла в авиакатастрофе.
- 1 августа — Казаков, Александр Александрович, выдающийся российский ас-истребитель Императорского военно-воздушного флота в период Первой мировой войны, второй лётчик в истории, применивший воздушный таран и первый, оставшийся после тарана в живых, погиб в авиакатастрофе.
- 11 августа — Ефимов, Михаил Никифорович, первый русский авиатор, известный спортсмен начала XX века.